# European Champions Tournament 1988-1989
Il quinto European Champions Tournament fu giocato dal 20 al 22 dicembre 1988 a Debrecen, in Ungheria, e vi parteciparono otto formazioni rappresentanti Ungheria (3), Danimarca, Jugoslavia (2), Austria e Paesi Bassi.
L'edizione viene ricordata per la massacrante maratona a cui furono chiamate le formazioni: 5 partite tre giorni con la semifinale e le finali tutti nella giornata del 22 dicembre, furono gli jugoslavi del MNK Uspinjača Zagreb dapprima ad eliminare in semifinale i padroni di casa del Debreceni MVSC, e poi a battere i connazionali del MNK Kutina diventando la prima formazione balcanica a vincere un trofeo di calcio a 5. L'ufficialità della manifestazione fu sancita dalla presenza del delegato FIFA Eric van Deulen. Mentre gli arbitri della manifestazione furono:
- Van der Ham
- Olsen
- Molnar
- Mako

## Risultati

### Girone A
| Data     |              | Gara |                    | Risultato |
| -------- | ------------ | ---- | ------------------ | --------- |
| 20.12.88 | Uspinjaca    | -    | Naestved IF        | 2 - 1     |
| 20.12.88 | AFK Debrecen | -    | Tatabanyai Banyasz | 3 - 3     |
| 21.12.88 | Uspinjaca    | -    | AFK Debrecen       | 12 - 3    |
| 21.12.88 | Naestved IF  | -    | Tatabanyai Banyasz | 2 - 3     |
| 21.12.88 | Uspinjaca    | -    | Tatabanyai Banyasz | 4 - 2     |
| 21.12.88 | Naestved IF  | -    | AFK Debrecen       | 3 - 1     |

| Squadra               | Pti | PG | PV | PN | PP | GF | GS |
| --------------------- | --- | -- | -- | -- | -- | -- | -- |
| 1. Uspinjaca          | 9   | 3  | 3  | 0  | 0  | 18 | 6  |
| 2. Tatabanyai Banyasz | 4   | 3  | 1  | 1  | 1  | 8  | 9  |
| 3. Naestved IF        | 3   | 3  | 0  | 1  | 2  | 6  | 6  |
| 4. AFK Debrecen       | 1   | 3  | 0  | 1  | 2  | 7  | 18 |

### Girone B
| Data     |                | Gara |                | Risultato |
| -------- | -------------- | ---- | -------------- | --------- |
| 20.12.88 | MNK Kutina     | -    | Ceverbo        | 3 - 3     |
| 20.12.88 | Debreceni MVSC | -    | Voitzberg      | 3 - 2     |
| 21.12.88 | MNK Kutina     | -    | Voitzberg      | 6 - 3     |
| 21.12.88 | Ceverbo        | -    | Debreceni MVSC | 2 - 2     |
| 21.12.88 | MNK Kutina     | -    | Debreceni MVSC | 2 - 2     |
| 21.12.88 | Ceverbo        | -    | Voitzberg      | 3 - 3     |

| Squadra           | Pti | PG | PV | PN | PP | GF | GS |
| ----------------- | --- | -- | -- | -- | -- | -- | -- |
| 1. MNK Kutina     | 5   | 3  | 1  | 2  | 0  | 11 | 8  |
| 2. Debreceni MVSC | 5   | 3  | 1  | 2  | 0  | 7  | 6  |
| 3. Ceverbo        | 3   | 3  | 0  | 3  | 0  | 8  | 8  |
| 4. Voitzberg      | 1   | 3  | 0  | 1  | 2  | 8  | 12 |

### Semifinali
| Data     |                    | Gara |                | Risultato |
| -------- | ------------------ | ---- | -------------- | --------- |
| 20.12.88 | Uspinjaca          | -    | Debreceni MVSC | 3 - 2     |
| 20.12.88 | Tatabanyai Banyasz | -    | MNK Kutina     | 2 - 4     |

### Finale
| Data     |           | Gara |            | Risultato |
| -------- | --------- | ---- | ---------- | --------- |
| 21.12.88 | Uspinjaca | -    | MNK Kutina | 3 - 0     |